# Armée française de la Libération
Pour les articles homonymes, voir Armée de libération.
L'Armée française de la Libération est l'Armée française réunifiée, résultant de la fusion de l'Armée d'Afrique giraudiste et des FFL gaullistes, qui, après avoir participé aux campagnes de Tunisie et d'Italie, débarque avec les Alliés pour reconquérir la France en 1944 et qui entre en 1945 en Allemagne pour obtenir sa capitulation et l'occuper jusqu'en 1955.

## La désunion

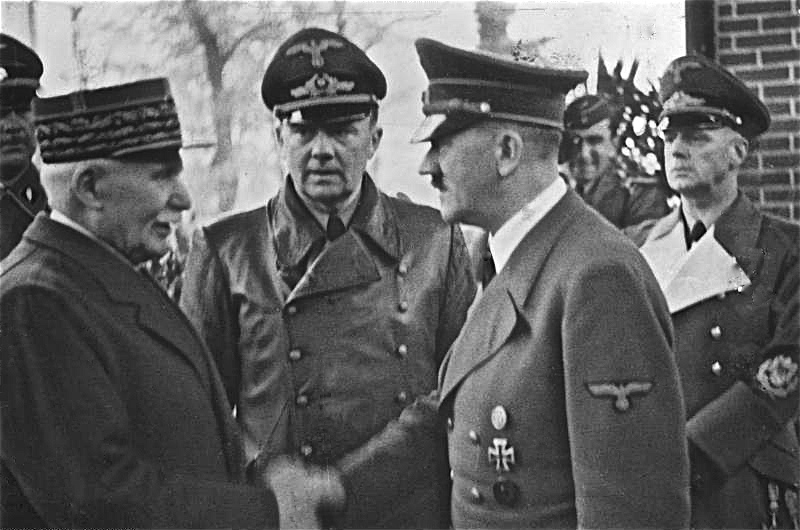
Philippe Pétain et Adolf Hitler à Montoire en 1940.

À partir de l'appel à « cesser le combat » lancé sur la radio nationale française le 17 juin 1940 par Philippe Pétain, maréchal surnommé le « héros de Verdun » et de la riposte qu'est l'appel à la résistance lancé sur la radio britannique BBC par De Gaulle le lendemain, divise les militaires rescapés de l'Armée française de 1940.
D'un côté, la grande majorité de cette force, l'armée d'armistice qui est loyaliste et obéit au gouvernement installé à Vichy, en « zone libre » (non occupée par l'Armée allemande, bien que le gouvernement leur soit soumis). De l'autre, une force minoritaire, considérée par Vichy comme « rebelle » et dont les dirigeants sont condamnés à mort, les Forces françaises libres (FFL). Les FFL reconnaissent l'autorité de Charles de Gaulle, colonel qui venait d'être nommé général de brigade à titre temporaire sur le champ de bataille, puis sous-secrétaire d'État à la guerre et qui a défendu l'idée de Georges Mandel de continuer le combat avec un gouvernement replié en Afrique française du Nord et en mobilisant l'empire français qui était à l'époque le 2e empire colonial mondial après celui des Britanniques.

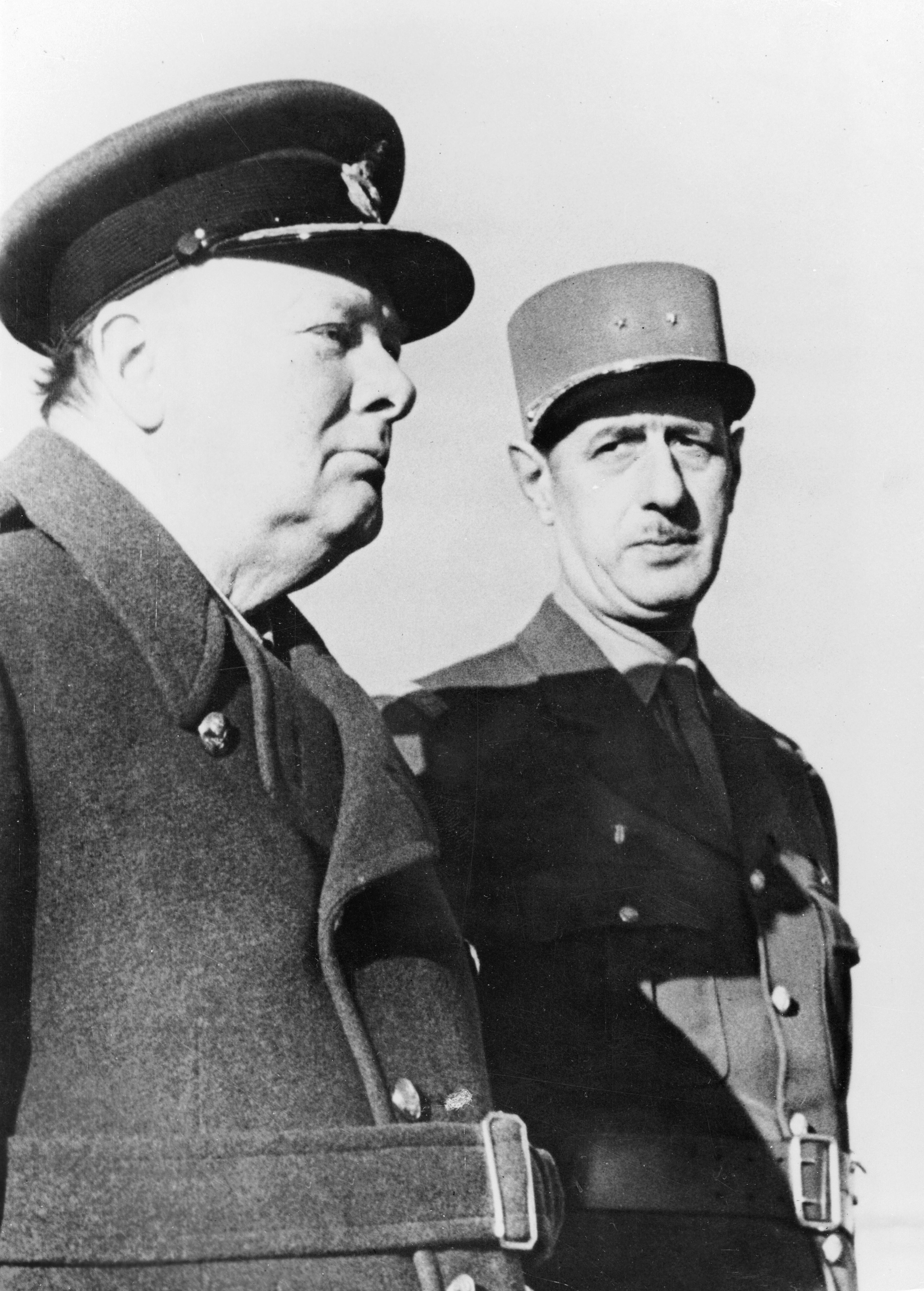
Charles de Gaulle et Winston Churchill à Marrakech en 1944.

Parti à Londres, le général de Gaulle, proclamé chef de la « France libre » et reconnu comme tel par les Britanniques, décide de continuer la guerre avec l'allié britannique. Auparavant, ce dernier avait rapatrié la plupart de ses troupes présentes en France via Dunkerque. Le 29 août 1940, l'AEF, par l'intermédiaire du gouverneur général Félix Éboué, reconnaît l'autorité du général de Gaulle et rejoint, dans le camp de la France libre, les Condominium des Nouvelles-Hébrides, les Établissements français de l'Inde et les Domaines français de Sainte-Hélène.
Deux armées françaises vont donc mener leurs combats dans un camp opposé (celui de l'Axe ou des Alliés) et s'affronter directement plusieurs fois sur les champs de bataille, notamment à Dakar et en Syrie.
Le premier affrontement franco-français est la bataille de Dakar, capitale de l'AOF, en septembre 1940, où une flotte anglo-française sous commandement britannique (il s'agit là de la seule opération militaire FFL à laquelle participe physiquement le général de Gaulle) envoie des parlementaires de la France libre convaincre le gouverneur général de l'AOF, Pierre Boisson, de se rallier. Celui-ci ne reconnaît pas l'autorité du général de Gaulle et manifeste son refus en faisant mitrailler la délégation qui doit se replier. Une tentative de débarquement des Français libres est également repoussée et ceux-ci ne participeront pas au duel d'artillerie navale qui suivra. Vichy reste maître de la place et c'est un cruel échec pour la France libre.
Le refus de Boisson intervient après l'ordre de l'amiral Darlan, ministre de la Marine, de tirer sur tout navire britannique s'approchant. Cette consigne est une réponse à l'opération Catapult des Britanniques qui, du 2 au 8 juillet 1940, s’efforcent de démanteler les forces navales vichystes par l'attaque de la flotte française à Mers el-Kébir — où 1 200 marins français sont tués par leurs alliés de la veille —, la capture manu militari de celles repliées à Plymouth et Gibraltar, le désarmement de celle basée à Alexandrie et l'attaque en rade de Dakar du cuirassé français Richelieu — le plus grand de l’époque — par le porte-avions britannique HMS Hermes (le Richelieu avait précédemment escorté le HMS Panther).
La campagne du Gabon de novembre 1940 fait suite à « l'affaire de Dakar », et, cette fois, les FFL obtiennent par la force le ralliement de ce territoire, puis intervient en juin 1941 la campagne de Syrie, où plus d'un mois de combats opposant australo-britanniques, Indiens et FFL à l'Armée du Levant du général Henri Dentz cause la mort de milliers de français. Dentz se rend finalement aux Britanniques.

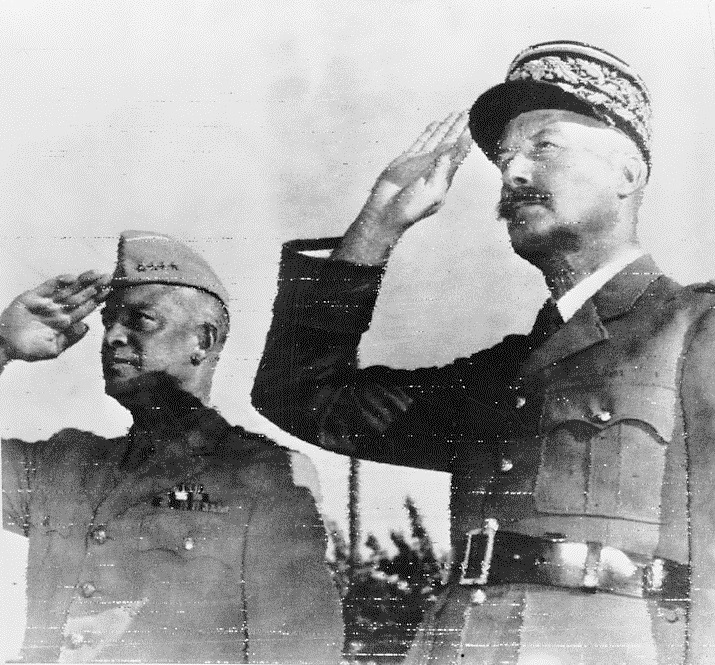
Dwight D. Eisenhower et Henri Giraud à Alger en 1942.

À la veille du débarquement anglo-américain en Afrique du Nord de novembre 1942, le clivage est donc profond entre les Alliés et les FFL d'autre part puisque le général de Gaulle a été mis à l'écart de cette opération par Roosevelt et Churchill à la suite de l'échec du chef de la France libre à rallier Dakar en 1940. De fait, sa participation à Torch se limite à l'« Appel aux Français d'Afrique du Nord » dans l'émission Honneur et patrie diffusée sur les ondes de la BBC, le 8 novembre 1942 et il n'arrive à Alger qu'en juin 1943. En riposte à ce débarquement allié, la Phalange africaine vichyste est créée en novembre 1942 en Tunisie, tandis que la flotte française de Toulon se saborde. L'AOF, puis, en 1943, la flotte d'Alexandrie de l'amiral Godefroy, se rallient à Giraud.

## La réunification
À l'automne 1942, après la bataille de Bir Hakeim, où la 1re brigade française libre de Kœnig a retardé l'avancée allemande, les FFL sont en Libye avec l'armée britannique et combattent les troupes de Rommel. Les deux brigades françaises libres participent à la bataille d'El Alamein, et la colonne Leclerc conquiert le Fezzan.
Le 8 novembre 1942, l'Armée d'Afrique, obéissant aux ordres de Vichy, s'oppose dans un premier temps au débarquement des Alliés (opération Torch). Mais, assez rapidement les combats cessent et un accord est trouvé. En revanche, en Tunisie, cette même armée laisse entrer les forces de l'Axe sans résister et se replie.

L'Armée d'Afrique reprend progressivement le combat aux côtés des Alliés et va mener une difficile campagne en Tunisie, avec des moyens souvent misérables (issus de l'armée française de 1940, donc démodés). Elle y côtoie parfois les FFL de Leclerc et de Larminat.

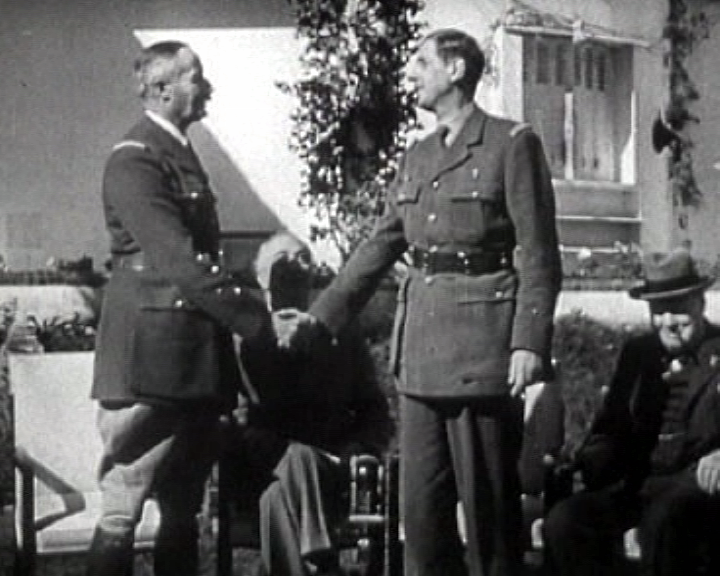
Le général de Gaulle (à droite) serrant la main du général Giraud, devant Roosevelt et Churchill (conférence d'Anfa à Casablanca le 14 janvier 1943).

Mais, une fois la victoire acquise, les dissensions éclatent. À Alger, la lutte pour le pouvoir entre de Gaulle et Giraud a pour enjeu véritable la continuation, ou non, de Vichy. Les Français libres, conscients de leur faiblesse numérique, facilitent le plus possible les ralliements à leur cause, et les chefs de l'Armée d'Afrique s'exaspèrent des désertions qui creusent leurs rangs. Finalement, Giraud obtient du commandement américain le déplacement des deux divisions françaises libres en Tripolitaine.
Cependant, le soutien des organisations de Résistance intérieure et le retournement de commissaires giraudistes du Comité français de la libération nationale, comme Jean Monnet, permettent à de Gaulle de prendre l'ascendant sur Giraud, et un accord est trouvé qui aboutit à la fusion des Forces françaises le 1er août 1943.
Bien qu'à cette date les FFL cessent officiellement d'exister, l'expression « Forces françaises libres » est souvent utilisée, mais à tort, pour désigner l'Armée française de la Libération. Cette confusion ne se retrouve pas dans les documents d'époque provenant des intéressés eux-mêmes et, au contraire, le nouveau commandement s'efforce de faire disparaître les mots « France libre » des noms des unités qui en sont issues. La 1re division française libre prendra officiellement le nom de 1re division de marche d'infanterie, sans pour autant l'accepter, et la 2e division française libre deviendra la 2e division blindée, qui compte deux fois plus[réf. nécessaire] d'éléments issus de l'Armée d'Afrique que de Français libres.
L'expression « Forces françaises combattantes » (FFC) est également utilisée dans ce sens, toujours à tort. En effet, depuis le 13 juillet 1942, le nom officiel de la France libre est « France combattante », même si, dans les faits, l'ancienne appellation demeure, et les Forces françaises combattantes regroupent les Forces françaises libres et les réseaux de Résistance intérieure, qu'ils aient été créés par le BCRA (et homologués FFL) ou non (homologués FFC).

## Composition

### Armée de terre

#### Plan d'Anfa
La conférence d'Anfa, en janvier 1943, prévoit la formation de huit divisions d'infanterie et de trois divisions blindées, réarmées par les Américains. Les onze divisions issues de l'Armée d'Afrique sont les suivantes :
- 2e division d'infanterie marocaine (2e DIM)
- 3e division d'infanterie algérienne (3e DIA)
- 4e division marocaine de montagne (4e DMM, ex-3e division marocaine motorisée)
- 6e division d'infanterie marocaine (6e DIM)
- 7e division d'infanterie algérienne (7e DIA, ex-1re division d'infanterie algérienne)
- 8e division d'infanterie algérienne (8e DIA, ex-2e division d'infanterie algérienne)
- 9e division d'infanterie coloniale (9e DIC)
- 10e division d'infanterie coloniale (10e DIC, ex-2e division d'infanterie coloniale)
- 1re division blindée (1re DB)
- 2e division blindée (2e DB, renommée 5e division blindée, voir plus bas)
- 3e division blindée (3e DB)

Mais les deux divisions des forces françaises libres (1re DFL et 2e DFL) ne sont pas concernées par le plan. Après la fusion entre les FFL et l'Armée d'Afrique le 1er août 1943, elles sont incluses dans le plan, remplaçant les divisions de l'Armée d'Afrique. La 2e division blindée devient 5e division blindée et la 2e DFL devient 2e division blindée. La 1re division française libre devient 1re division de marche d'infanterie (1re DMI).
Les besoins matériels ayant été sous-évalués, seules huit divisions peuvent finalement être formées. La 6e DIM, la 7e DIA, la 8e DIA, la 10e DIC et la 3e DB sont dissoutes entre septembre 1943 et septembre 1944, certaines, comme la 6e DIM, étant de simples unités cadres, d'autres ayant été partiellement formées et maintenues « hors-plan ».
D'autres unités de défense territoriale et de garde de camps de prisonniers en Afrique du Nord sont maintenues « hors-plan ». Enfin, les quatre groupes de tabors marocains, non inclus dans le plan d'Anfa , participent néanmoins à la campagne d'Italie, dès l'opération Husky.

#### Unités formées en France
Après la libération de la France, les éléments des forces françaises de l'intérieur sont mobilisés pour continuer le combat. Une partie renforce les divisions de l'accord d'Anfa, qui sont « blanchies » en même temps. D'autres forment de nouvelles divisions :
- 1re division coloniale d'Extrême-Orient
- 2e division coloniale d'Extrême-Orient
- 1re division d'infanterie motorisée
- 10e division d'infanterie
- 14e division d'infanterie
- 19e division d'Infanterie
- 23e division d'infanterie
- 25e division d'infanterie
- 27e division alpine (ex-1re division alpine)
- 36e division d'infanterie
- 3e division blindée

La 1re DI et la 14e DI rejoignent la 1re armée française dans les derniers mois de la campagne d'Allemagne. Les 10e, 19e, 23e et 25e DI sont déployés face aux différentes poches de résistances allemandes sur l'Atlantique, avec la 3e DB en formation dans le Sud-Ouest. La 36e a rejoint le Sud-Est tandis que la 27e DA est positionnée dans les Alpes. Les deux divisions coloniales d'Extrême-Orient sont destinées à partir renforcer l'Indochine française face au Japon.
Enfin, de nombreux régiments « légers » sont formés, souvent armés par les Américains et chargés de garder les voies de communication et les arrières des Armées alliées.

### Aviation

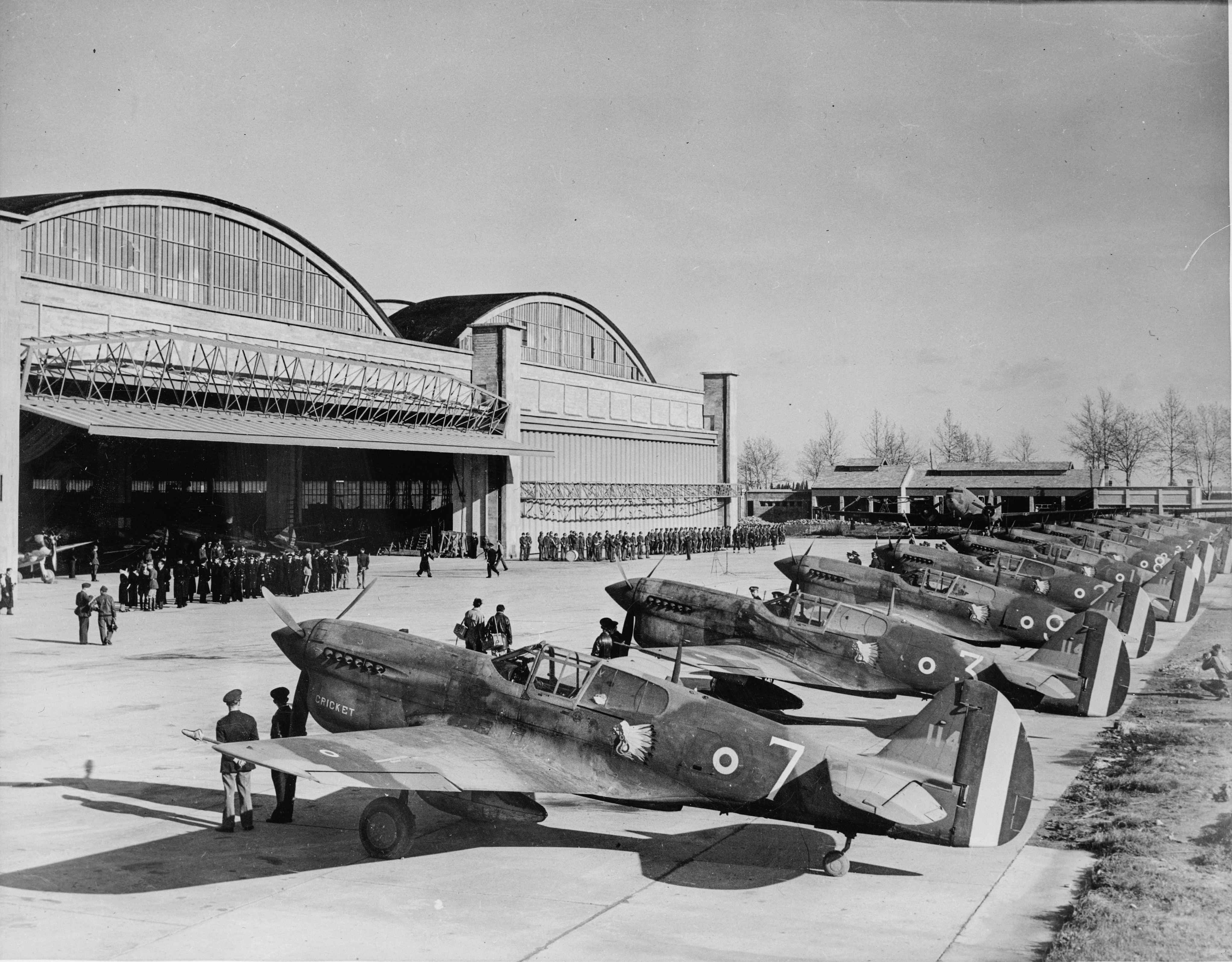
Transfert officiel de 12 Curtiss P-40F Warhawk de l'USAAF au Groupe de Chasse II-5 le 9 janvier 1943 à Casablanca.

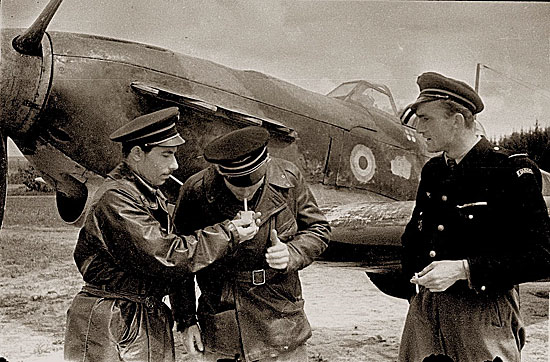
Des pilotes du Normandie en URSS.

En novembre 1942, excepté les Forces aériennes françaises libres (FAFL) équipées et intégrées pour l’essentiel à la Royal Air Force, les matériels disponibles en Afrique française du Nord (AFN) sont périmés et bien des techniques et des concepts d’emploi sont étrangers aux pilotes français, à l’écart de la guerre moderne depuis plus de deux ans.
De janvier à juin 1943, le rééquipement d’origine américaine est lent. Plusieurs facteurs l’expliquent : priorité à la formation des pilotes américains, priorité aux matériels destinés aux forces américaines en Grande-Bretagne, une forme de doute, aussi, à l’égard de la loyauté de certains pilotes français.
- Groupe de chasse Alsace équipé en Hawker Hurricane en 1942
- Groupe de chasse Île-de-France sur Spitfire MkV en 1942
- Régiment de chasse Normandie-Niémen sur Yak-3
- GB 1/20 « Lorraine » No. 342 Squadron sur Douglas Boston III
- Groupe de bombardement Bretagne composé de bombardiers Martin 167, Bristol Blenheim et Westland Lysander
- Groupe de Chasse 2/5 La Fayette rééquipée en Curtiss P-40 Warhawk en 1943
- GC 2/7 "Nice" No. 326 Squadron (en) sur Spitfire
- GC 1/3 "Corse" No. 327 Squadron (en) sur Spitfire
- GC 1/7 "Provence" No. 328 Squadron (en) sur Spitfire
- GC 1/2 "Cigognes" No. 329 Squadron (en) sur Spitfire
- GC 2/2 "Berry" No. 345 Squadron (en) sur Spitfire
- GB 2/23 "Guyenne" No. 346 Squadron (en) sur Handley Page Halifax
- GB 1/25 "Tunisie" No. 347 Squadron (en) sur Handley Page Halifax
- Groupe de Chasse I
- Groupe de Chasse II
- Groupe de Chasse III
- Groupe de Chasse IV
- Groupe de Reconnaissance II/33 Savoie avec des Hawker Hurricane et des Lockheed P-38 Lightning de reconnaissance
- Escadrille de Chasse Nocturne 1 à 5
- Escadrille de Chasse Multiplace de Jour
- Groupe Aérien Madagascar
- Groupe de Bombardement
- Groupe Aérien d'Observation
- Aéronautique Navale
- 2e et 3e régiments de chasseurs parachutistes (appelés également 4th et 3rd Special Air Service Regiment)[12]

## Les campagnes militaires

### Forces engagées
- Armées de libération[13] :
  - En Tunisie (novembre 1942 - mai 1943) : au 15 mars 1943, le total des effectifs engagés s'élevait à 72 802 hommes dont 50 651 Maghrébins ;
  - En Italie (novembre 1943 - juillet 1944) : au 15 juin 1944, le total des effectifs engagés s'élevait à 104 584 hommes dont 59 665 Maghrébins ;
  - En France et en Allemagne (août 1944 - mai 1945) : en août 1944, le total des effectifs engagés s'élevait à 267 654 hommes dont 130 000 Maghrébins (sans oublier les tirailleurs sénégalais) .
  - Fin 1944, l'Armée française de libération compte près de 600 000 hommes, dont les deux tiers sont venus d'Afrique du Nord. On y compte quelque 176 000 « Européens » et 233 000 « musulmans », selon la terminologie utilisée à l'époque[14].
- FFI : 100 000 en juin 1944 ; 200 000 en juillet ; 340 000 à 400 000 en octobre 1944 ;
- Armée de l'Air : 140 000 ;
- Marine : 50 000 à 68 000 ;
- Gendarmerie : 50 000.

### Tunisie

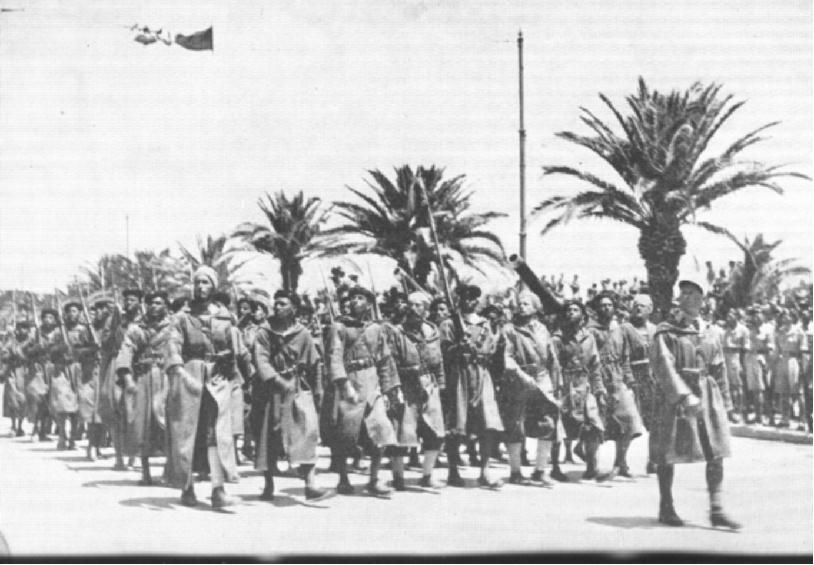
Défilé de la libération de Tunis en 1943.

### France
La Libération de la France métropolitaine commença, non pas en 1944, mais dès 1943 avec la libération de la Corse. Profitant de la capitulation italienne, les Français débarquent dans l'île et aident les résistants (FFI et FTP) corses, avec le soutien de quelques troupes italiennes, à libérer ce département métropolitain.
Les premières troupes françaises à participer à la bataille de Normandie sont le Commando Kieffer qui, le 6 juin 1944, a combattu aux côtés des Britanniques, en Normandie. Les premières forces françaises d'importance, la 2e Division blindée du Général Leclerc, a débarqué le 1er août, au sein du dispositif américain. Elle a participé à la fin de la bataille de Normandie (6 juin - 21 août 1944) et pris une part active à la libération de Paris.
Cependant, les forces armées françaises vont avoir un rôle plus actif dans la libération de la France continentale avec le débarquement de Provence, le 15 août 1944. Sous pression de De Gaulle qui menace de retirer d'Italie ses troupes engagées, le Premier Ministre britannique Winston Churchill est contraint d'accepter un débarquement dans le sud de la France et non dans les Balkans comme il l'avait souhaité initialement. En tout et pour tout, ce sont 350 000 Français et Américains qui vont prendre part au combat, dont 250 000 Français (71 % des effectifs).
La progression est rapide et inattendue tant elle contraste avec les piétinements en Normandie les mois précédents. C'est d'ailleurs l'une des raisons qui va pousser les Parisiens à l'insurrection, à partir du 19 août. En effet, alors que les troupes alliées progressent dans le Nord-Ouest et le Sud-Est, les résistants parisiens s'insurgent. De Gaulle presse les Alliés d'une action rapide qui pourrait être menée par la 2e DB pour éviter le sort de Varsovie à Paris. Cédant finalement, le commandement allié autorise la 2e DB à libérer Paris, ce qui sera chose faite entre le 24 et le 25 août.
La libération de Paris effectuée, les troupes françaises font leur jonction à l'Est, en septembre 1944. Strasbourg et l'essentiel de l'Alsace-Lorraine sont libérés fin novembre. Les troupes françaises se tiennent dès lors en face du Rhin, prêtes à envahir l'Allemagne.
La campagne de France de 1944 aura permis l'affirmation diplomatique de la France au vu de son engagement opérationnel, au plus fort depuis 1940. Mais la Libération aura aussi permis l’« assimilation » des troupes FFI : sur les 300 000 résistants estimés, ce sont 190 000 qui sont « enrégimentés ». Désormais, l'Armée française est forte, en France, d'environ 450 000 soldats.

### Allemagne

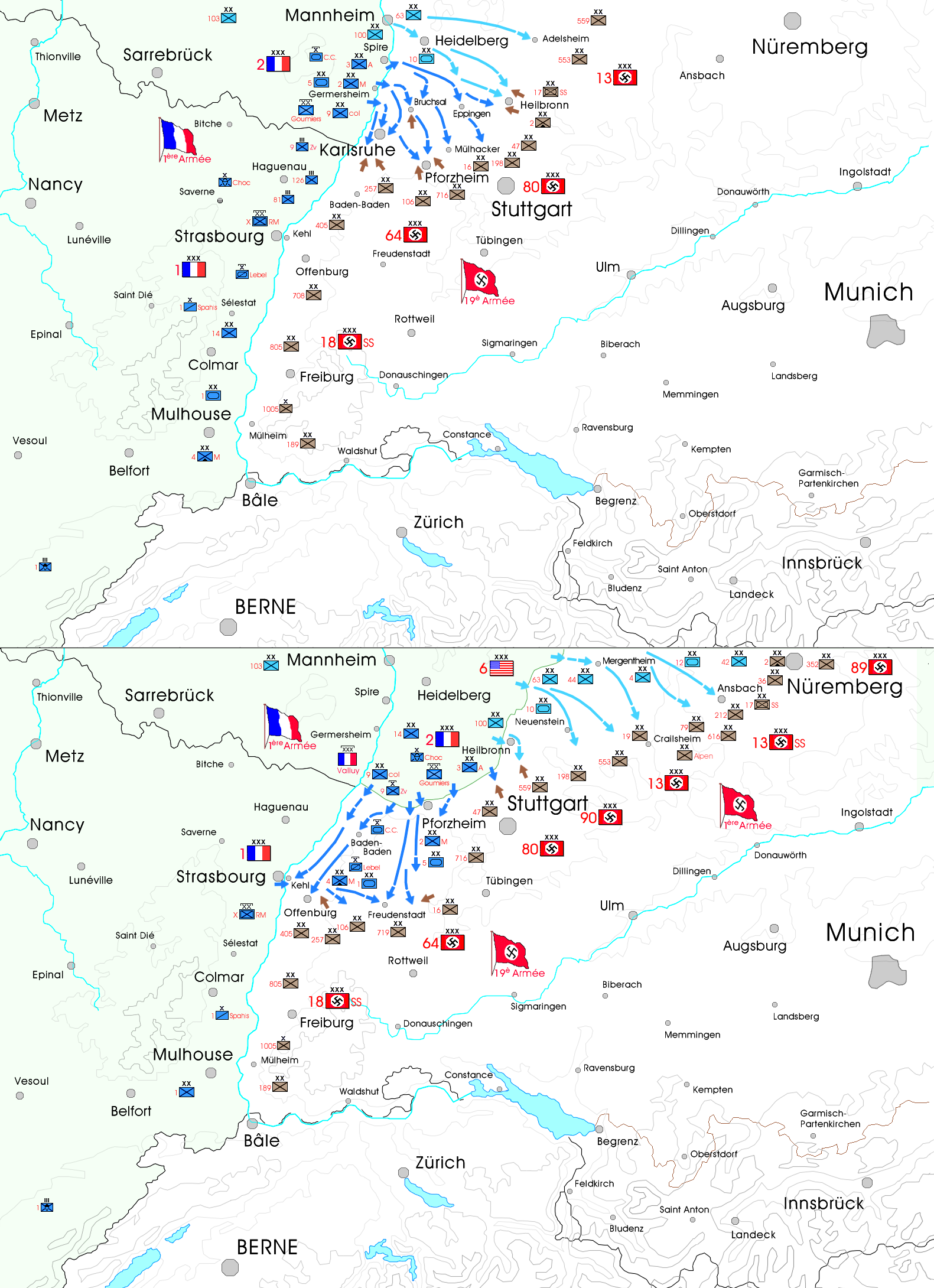
Rhin et Danube : Mouvements français, 31 mars - 18 avril 1945.

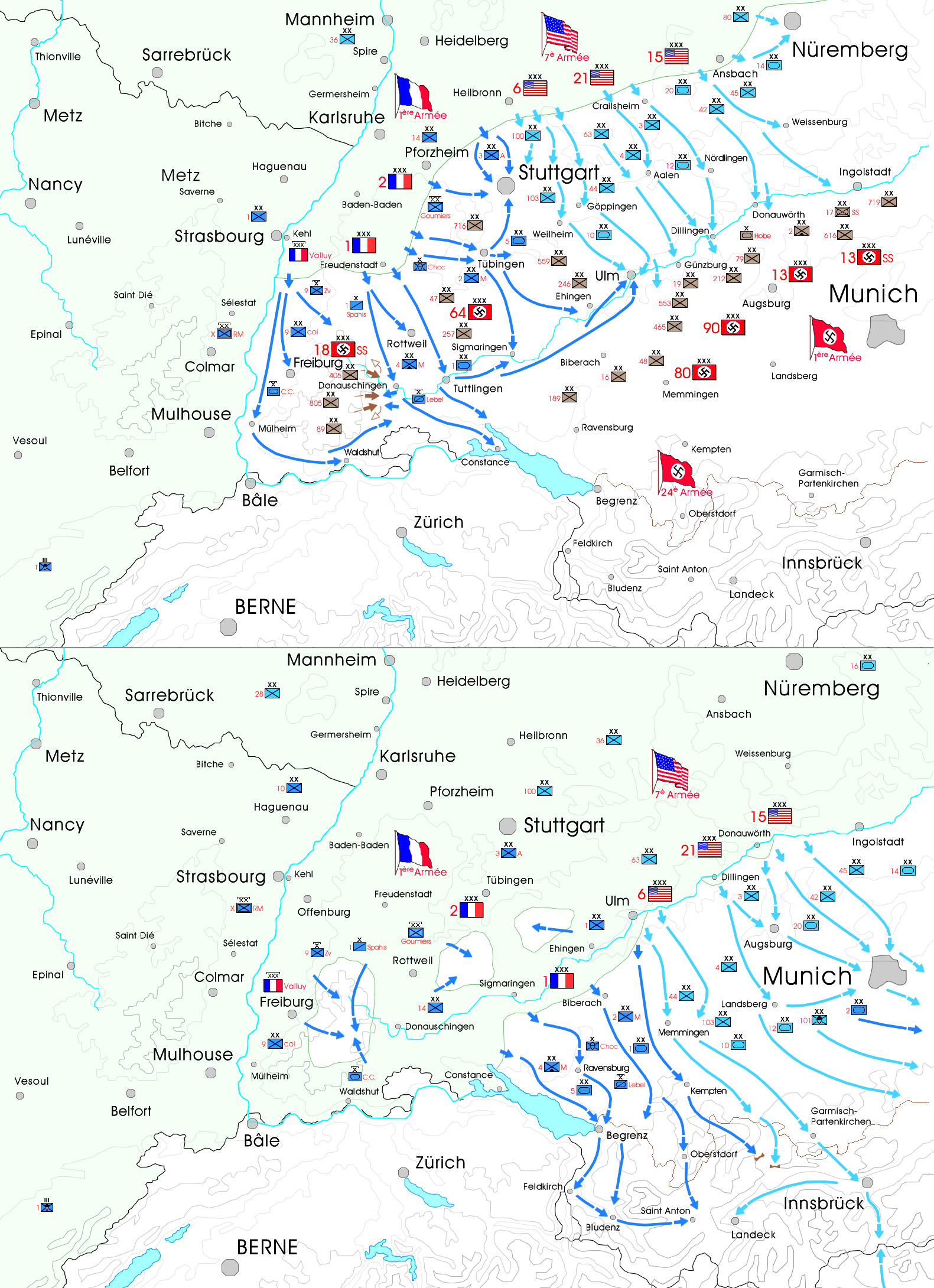
Rhin et Danube : Mouvements français, 19 avril - 7 mai 1945.

L'armée de la libération verra deux courants s'opposer, l'un voulant redorer le blason de la France et voulant donc envahir l'Allemagne, l'autre pensant avoir atteint son but qui était de libérer la France[réf. nécessaire]. La première armée traversera finalement le Rhin le 31 mars 1945 sous les balles des Allemands, les premières troupes arrivant à franchir le Rhin et à établir des têtes de ponts.
Une fois le franchissement fait, la première armée se distinguera lors de la traversée de la Forêt noire et des différents combats dans la Sarre. Le point d'orgue de la première armée sera la bataille du Nid d'aigle où la deuxième division blindée amenée par le général Leclerc prendra le second emplacement le plus important d'Allemagne après Berlin. La première armée, en plus d'envahir l'Allemagne, parviendra jusqu'en Autriche dans le Tyrol empêchant ainsi toute fuite allemande par la Suisse.
Lors de ces combats, la première armée détruira entièrement la Dix-neuvième armée allemande et sera l'armée qui fera la plus grande percée sur le front occidental de Toulon à Innsbruck. La première armée sera celle qui libéra une grande partie du territoire français, envahit l'Allemagne du Sud et l'Autriche et captura les Allemands présents en Italie du Nord.

### Extrême-Orient

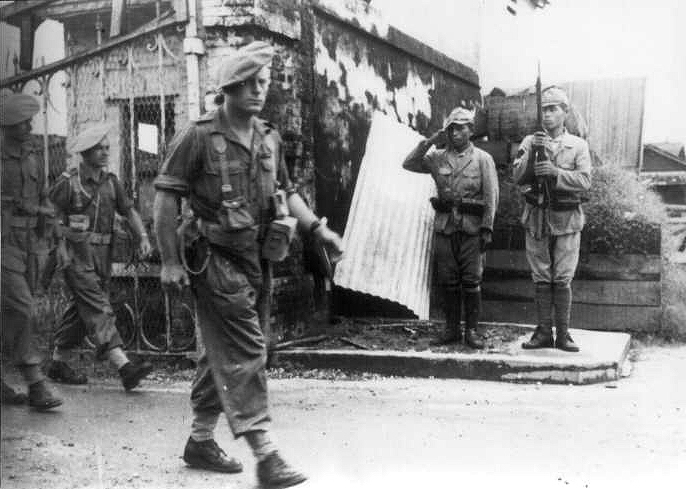
Commando du CLI (Corps Léger d'Intervention) en Indochine française occupée par les Japonais après la capitulation du Japon.

## Pertes
Maurice Faivre a estimé le nombre de tués au combat des armées de la libération et des FFI (campagnes de Tunisie, d'Italie, de France et d'Allemagne) entre novembre 1942 et mai 1945 à 74 300 dont plus de 30 % de coloniaux :
- 40 000 Français métropolitains (FFI inclus)
- 18 300 Maghrébins
- 12 000 Français d'Algérie
- 4 000 Noirs d'Afrique

Selon le Service historique de la défense, les pertes de l'Armée française de la Libération sont d'environ 22 000 tués (dont 11 000 Maghrébins) qui se répartissent comme suit :
- 5 187 tués (dont 3 458 Maghrébins) en Tunisie de novembre 1942 à mai 1943, pour un effectif au 15 mars 1943 de 72 802 hommes
- 6 255 tués (dont 4 000 Maghrébins) en Italie de novembre 1943 à juin 1944, pour un effectif au 15 mars 1943 de 104 584 hommes
- 10 461 tués (dont 3 716 Maghrébins) en France et en Allemagne du 15 août 1944 au 8 mai 1945, pour un effectif moyen de 260 000 hommes auxquels viennent s'ajouter 13 679 FFI tués dont 3 000 victimes d'exécutions sommaires[17] soit au total un peu plus de 35 000 tués entre novembre 1942 et mai 1945.